# إيه-10 ثاندر بولت الثانية
طائرة فيرتشايلد ريبابليك أيه-10 ثاندربولت الثانية ((بالإنجليزية: Fairchild Republic A-10 Thunderbolt))، هي طائرة أمريكية بمقعد واحد ومحركين نفاثين من طراز جنرال اليكتريك تي إف 34. تم تطويرها من قبل شركة فيرتشايلد للطيران الأمريكية في بداية السبعينات من القرن العشرين. صُممت هذه الطائرة بصفة حصرية للقوات الجوية الأمريكية لتقديم الدعم الجوي القريب للقوات الأرضية من الدبابات والمدرعات والمركبات المهاجمة، والأهداف الأرضية الأخرى، مع قدرة محدودة على مهاجمة الأهداف التكتيكية الأرضية.
يمكن تسمية الطائرة بالرشاش الطائر فسلاحها الأساسي مدفع جاتلينج GAU-8 Avenger وهو عبارة عن رشاش دوار ثقيل (يعتبر أكبر رشاش تم وضعه على متن طائرة) وتحتوي الطائرة على 540 كجم من الدروع مع قدرة على البقاء في الجو حتى مع الأضرار التي تصيبها.
واسم الطائرة الرسمي Thunderbolt أتى من طائرة الحرب العالمية الثانية Republic P-47 Thunderbolt التي كانت تقوم بتقديم الدعم الجوي القريب أيضاً، وتعرف هذه الطائرة أيضاً باسم الخنزير "warthog" . ويتوقع استمرار الطائرة في الخدمة حتى العام 2028.

## وصلات خارجية
- معلومات أي-10\أي.أو-10 ثندبولت الثانية على موقع القوات الجوية اأمريكية (بالإنجليزية)
- موقع الأي-10 (بالإنجليزية)